# Công trình Kalambo
Công trình Kalambo là một kiến trúc bằng gỗ được phát hiện tại khu vực Thác Kalambo, Zambia, công trình được xây dựng từ thời Đồ đá cũ với hai mảnh kiến trúc đã được khám phá cùng với nhiều công cụ bằng gỗ khác. Đây được coi là công trình kiến trúc bằng gỗ lâu đời nhất từng được biết đến, được xác định có niên đại khoảng 476,000 năm tuổi, trước cả thời đại của chi Homo sapiens.